# Miles Brown
Miles Brown, noto anche con lo pseudonimo di Baby Boogaloo (Oxnard, 28 dicembre 2004), è un attore, ballerino e cantante statunitense, conosciuto principalmente per il ruolo di Jack Johnson nella sitcom ABC Black-ish.

## Biografia
Nata a Oxnard, California, dal rapper Jack Brown e Cyndee Brown, ha una sorella maggiore ed è americano da parte di padre e filippino-messicano da parte di madre. Sin da bambino ha preso parte a spettacoli di danza in videoclip musicali quali "Yeah 3X" e "Loving You Is Killing Me" nonché nello show per bambini Yo Gabba Gabba!. A soli 5 anni ha preso parte come guest star al The Ellen DeGeneres Show e alla quinta stagione di America's Got Talent. Il suo primo ruolo in un lungometraggio è stato come parte della Little Rascals Intro Battle Crew nel film di danza-dramma Battlefield America. Ha fatto parte del gruppo di ballo Alias Dance Company dal 2010 al 2014.
Nel 2014 è entrato a far parte, assieme a Anthony Anderson e Tracee Ellis Ross, della sitcom ABC Black-ish, creata da Kenya Barris. Per il suo ruolo di Jack Johnson nello show, è stato nominato per quattro NAACP Image Award, due Screen Actors Guild Award e il BET YoungStars Award, oltre a vincere un Young Artist Award per la migliore interpretazione in una serie TV come giovane attore non protagonista.
Tra il 2014 e il 2016, è apparso in diversi cortometraggi. Lui e Marsai Martin, interprete della sorella gemella del suo personaggio in Black-ish, hanno inoltre doppiato i personaggi ricorrenti dei fratelli Jack e Jill in Riccioli d'Oro e Orsetto. Ha inoltre ballato nello spettacolo annuale di beneficenza del Cirque du Soleil, One Night for One Drop.
Nel 2018, è stato scelto per il ruolo principale del film indipendente Emmett con Rita Wilson. Più tardi quello stesso anno ha pubblicato il suo primo singolo, "NBA", e ha gareggiato nella prima stagione di Dancing with the Stars: Juniors, venendo nominato tra le 30 migliori star di Hollywood sotto i 18 anni da The Hollywood Reporter. Nell'ottobre 2020, Brown ha pubblicato il suo album di debutto We the Future, prodotto da Madlib, Mic Checkmate e Deliv, in collaborazione con Jidenna, Slick Rick, Siedah Garrett, Dame DOLLA e suo padre Wildchild.
È il membro più giovane del Jr. NBA Leadership Council.

## Filmografia

### Attore

#### Cinema
- Battlefield America, regia di Chris Stokes (2012)
- Two Bellmen, regia di Daniel Malakai Cabrera - cortometraggio (2015)
- Queens & Kings Shopping Cart Race, regia di Daniel Malakai Cabrera e Mike Diva - cortometraggio (2015)
- How to Catch a Ghost, regia di Christopher Scott - cortometraggio (2016)
- Emmett, regia di Bridget Stokes (2019)
- Free Guy - Eroe per gioco (Free Guy), regia di Shawn Levy (2021)

#### Televisione
- Aiutami Hope! (Raising Hope) - serie TV, episodio 3x05 (2012)
- Shameless - serie TV, episodio 3x04 (2013)
- Black-ish - serie TV, 176 episodi (2014-2022)
- I Thunderman (The Thundermans) - serie TV, episodio 2x18 (2015)
- Drunk History - serie TV, 2 episodi (2015-2018)
- Rad Lands - serie TV, episodio 1x01 (2017)
- Mixed-ish - serie TV, 2 episodi (2019-2020)

### Doppiatore
- Riccioli d'Oro e Orsetto (Goldie & Bear) - serie TV, 4 episodi (2015-2018)
- Arcane - serie TV, 3 episodi (2021)
- Monster High - serie TV, 8 episodi (2023-2024)

## Doppiatori italiani
- Simone Baldini in Black-ish, Mixed-ish

## Discografia

### Album
- 2020 – We the Future